# Paraleptomys wilhelmina
Paraleptomys wilhelmina  (Tate & Archbold, 1941) è un roditore della famiglia dei Muridi endemico della Nuova Guinea.

## Descrizione

### Dimensioni
Roditore di medie dimensioni, con la lunghezza della testa e del corpo tra 105 e 126 mm, la lunghezza della coda tra 125 e 135 mm, la lunghezza del piede tra 27 e 31 mm, la lunghezza delle orecchie tra 17 e 18,3 mm e un peso fino a 35 g.

### Aspetto
Il colore delle parti superiori è bruno-grigiastro scuro, più scuro sulla schiena e più chiaro lungo i fianchi, mentre le parti inferiori e gli arti sono biancastri. Le orecchie sono grandi e grigie. La coda è più lunga della testa e del corpo, grigiastra sopra, bianca sotto e nella parte terminale ed è ricoperta da circa 14 anelli di scaglie per centimetro, ognuna corredata da tre corti peli biancastri.

## Biologia

### Comportamento
È una specie terricola.

## Distribuzione e habitat
Questa specie è diffusa sul Monte Wilhelmina nella parte occidentale della cordigliera centrale e nella valle Tifalmin, nella parte centro-orientale della Nuova Guinea.
Vive nelle foreste medio-montane e montane tra 1.800 e 2.800 metri di altitudine. È stata osservata anche in foreste secondarie.

## Conservazione
La IUCN Red List, considerata l'assenza di informazioni recenti sull'areale, la popolazione e le effettive minacce, classifica P.wilhelmina come specie con dati insufficienti (DD).